# Aderveshnasp d'Armènia
Aderveshnasp o també Adhur-Gushnasp va ser marzban d'Armènia de l'any 465 al 481.
El seu govern va ser pacífic. L'any 478 va ser elegit Catolicós (patriarca) Joan Mandakuni, que va succeir a Gut d'Arahez. El nou patriarca era marcadament de tendència nacionalista.
El 481 Aderveshnasp va ser enderrocat per la revolta de Baanes I Mamiconi i va fugir al castell d'Aní i després cap a Artàxata. Assetjat a aquesta ciutat va fugir altra vegada cap a Pèrsia per la via de Mèdia. Allí va reorganitzar les seves forces i va tornar a entrar a Armènia. Els armenis van espantar-se i es van retirar cap a la frontera romana d'Orient, però finalment van tornar. Baanes II i Isaac Bagratuní (nomenat marzban pels rebels) van posar en estat de defensa la ciutat de Dvin i Vasaces Mamiconi (germà de Baanes II) va marxar contra els perses. Els dos exèrcits es van trobar a Varazkert un llogaret a l'actual Nakhtxivan. Vasaces que només tenia 400 soldats, davant la superiorat de l'enemic, es va retirar cap als territoris d'Airarat, on finalment va acceptar el combat prop del llogaret d'Akori. El reduït exèrcit armeni va obtenir la victòria. Els perses eren uns 7000 i els armenis uns 400, i el marzban va morir.
Els rebels havien nomenat marzban Isaac Bagratuní. Pel seu costat els perses van tenir dos governadors militars, els generals Mihran i Zarmihr (entremig d'ambdós va exercir de facto Baanes I Mamiconi), fins al nomenament de Shahpuhr de Rayy, de la casa de Mihrakan l'any 483.